# Det belgiske tegneseriecenter
Det belgiske tegneseriecenter (Centre belge de la bande dessinée, Belgisch Stripcentrum) er et tegneseriemuseum, der hylder de belgiske tegneserieforfattere som Hergé (skaberen af Tintin), René Goscinny og Albert Uderzo, der skabte Asterix. Museet ligger i den nordlige del af Bryssels Centrum.
50°51′04″N 4°21′36″Ø / 50.85111°N 4.36000°Ø